# غوتفريد فولمر
غوتفريد فولمر (بالألمانية: Gottfried Vollmer)‏ (و. 1953  م) هو ممثل، وممثل أفلام، وممثل مسرحي ألماني، ولد في غوتينغن.

## وصلات خارجية
- غوتفريد فولمر على موقع IMDb (الإنجليزية)
- غوتفريد فولمر على موقع ألو سيني (الفرنسية)
- غوتفريد فولمر على موقع قاعدة بيانات الأفلام السويدية (السويدية)
- غوتفريد فولمر على موقع قاعدة بيانات الفيلم (الإنجليزية)
- غوتفريد فولمر على موقع كينوبويسك (الروسية)

- غوتفريد فولمر في قاعدة بيانات الأفلام على الإنترنت